# Emissionskurs
Als Emissionskurs (oder Ausgabekurs, Emissionspreis) wird im Bank- und Börsenwesen derjenige Börsenkurs bezeichnet, zu dem Wertpapieremissionen dem Anleger zum Kauf angeboten werden.

## Allgemeines
Der Emissionskurs gehört zu den Marktdaten des Primärmarkts. Er wird an Wertpapierbörsen für Aktien und Anleihen vom Emittenten oder von den beauftragten Konsortialbanken festgelegt. In Deutschland muss bei Aktien der Emissionskurs gemäß § 9 Abs. 1 AktG mindestens ihrem Nennwert entsprechen (konkret bei Nennwertaktien; Verbot der Unterpariemission), Anleihen können sowohl mit einem Disagio (üblich) oder Agio als auch pari emittiert werden. Der Emissionskurs bei Investmentzertifikaten heißt Ausgabepreis.

## Anwendung
Die Aktienemission kennt drei verschiedene Verfahren zur Kursbildung:
- Beim Auktionsverfahren wird der Emissionskurs nicht vorher festgelegt, sondern ergibt sich aus der aktuellen Nachfrage aufgrund der vorliegenden Wertpapierorders am Emissionstag.[2]

Die Bieter übermitteln ihre Kurs- und Mengenwünsche an den Emittenten. Auf der Basis aller eingegangenen Angebote bis zum festgelegten Stichtag erfolgt danach die Zuteilung der Emission auf die Bieter mit den höchsten Geboten. Zu unterscheiden ist zwischen dem diskriminierenden Tenderverfahren (amerikanischer Tender) und dem kompetitiven Tenderverfahren (holländischer Tender). Während die Bieter beim amerikanischen Tender die Zuteilung zu ihren individuellen Kursgeboten erhalten (unterschiedliche Emissionskurse), wird beim holländischen Tender ein einheitlicher markträumender Kurs festgelegt. In der Regel werden in beiden Tenderverfahren unrealistisch hohe und niedrige Gebote nicht berücksichtigt, um den Durchschnittskurs nicht zu verfälschen.
- Beim Bookbuilding-Verfahren wird der Emissionskurs aufgrund des Orderbuchs, das die Gebote der Investoren enthält, ermittelt.[3]

Das in Deutschland für Aktienemissionen hauptsächlich eingesetzte Bookbuilding-Verfahren versucht einen Ausgleich zwischen den unterschiedlichen Interessen der Emittenten (möglichst hoher Emissionskurs) und der Bieter (möglichst geringer Emissionskurs) zu erzielen. Wie beim Auktionsverfahren geben die Bieter ihre Gebote für Kurs und Menge des gewünschten Platzierungsvolumens beim Emittenten ab. Der Emittent kann nun neben einer quantitativen auch eine qualitative Klassifizierung vornehmen. Dies geschieht dadurch, dass ab einem bestimmten Zeichnungsvolumen die Identität des Bieters offengelegt werden muss. Der Emittent kann die Zeichnungswünsche daher den einzelnen Investoren zuordnen und so seine zukünftige Eigentümerstruktur detailliert auswählen und den Emissionskurs in Abhängigkeit von der Nachfrage der einzelnen Qualitätskategorien festlegen.
- Beim Festpreisverfahren wird der Emissionskurs vom Emittenten der Aktien gemeinsam mit dem Konsortialführer festgelegt.[4]

Es kommt bei Aktienemissionen häufig zu Überzeichnungen oder Unterzeichnungen, da Angebot und Nachfrage nicht mit Hilfe des Preismechanismus ausgeglichen werden kann. Der Emissionskurs wird vom Emittenten in der Regel auf der Grundlage von fundamentalen Unternehmensbewertungen und anderer betriebswirtschaftlicher Kennzahlen ermittelt. Häufig wird auch ein Betriebsvergleich mit Unternehmen derselben Branche (Benchmarking) durchgeführt. Änderungen an dieser Bewertung können vom Tag der Festlegung bis zum Emissionstag nicht mehr berücksichtigt werden, so dass es unter Umständen am Tag der Emission eine erhebliche Abweichung zwischen dem Emissionskurs und dem Marktpreis geben kann.
Durch den Emittenten nicht steuerbar ist der Emissionskurs beim Auktionsverfahren, weil der Emissionskurs von der sich aus dem Orderbuch ergebenden Nachfrage abhängig ist.
Bei Anleihen wird durch den Emissionskurs, gegebenem Nominalzins und gegebener Laufzeit die Emissionsrendite der Anleihe festgelegt, die später auf dem Sekundärmarkt von der Umlaufrendite ersetzt wird.

## Aktienemission
Ein entscheidender Aspekt für den Erfolg eines Börsenganges ist der Emissionskurs. Ausgangspunkt für seine Festsetzung sind die Unternehmensbewertung, der innere Wert, das Rating und das Feedback der institutionellen Anleger bei den Roadshows. Dabei stehen sich zwei Interessen gegenüber. Einerseits bevorzugen die Altaktionäre einen höheren Emissionskurs, weil er zu höherem Eigenkapital führt. Andererseits erwarten die Anleger neuer Aktien einen niedrigen Emissionskurs wegen besserer Gewinnchancen (Gewinnmitnahme) und einer höheren Aktienrendite/Dividendenrendite.

## Bilanzierung
Bei einer Überpariemission fließt der Aktiengesellschaft nicht nur Grundkapital, sondern darüber hinaus auch zusätzliches Eigenkapital in Form der Kapitalrücklage zu, da das Agio zwingend in dieser Bilanzposition zu bilanzieren ist (§ 272 Abs. 2 HGB). Je höher bei Anleihen der Emissionskurs ist, umso mehr Liquidität kann der Anleiheschuldner vereinnahmen und – bei Unterpariemission – umso geringer ist der aus dem Disagio zu verbuchende Zinsaufwand. Der Nominalbetrag des Platzierungsvolumens einer Anleihe erhöht gleichzeitig das Fremdkapital (§ 266 Abs. 3 lit C1 HGB).

## Wirtschaftliche Aspekte
Mit Hilfe des Emissionskurses können die Anleihebedingungen an das aktuelle Zinsniveau angepasst werden, ohne dass dabei der Nominalzins geändert werden muss. Ein Agio bewirkt bei einer Festzinsanleihe eine Verringerung, ein Disagio entsprechend eine Erhöhung der Emissionsrendite. Agio oder Disagio wirken sich nicht auf das durch die Emission dem Emittenten zufließende Fremdkapital aus, sehr wohl aber auf das Reinvermögen: das Agio erhöht es, durch das Disagio wird es vermindert.
Die Festlegung des Emissionskurses von Aktien ist komplizierter. Wird der Kurs zu niedrig – aber mindestens in Höhe der gesetzlichen Anforderung des § 9 AktG – festgelegt, werden bestenfalls alle Aktien schnell platziert, aber die Aktiengesellschaft erhält weniger Kapitalrücklagen als möglich. Bei einem zu hohen Emissionskurs dagegen besteht die Gefahr, dass nicht alle Aktien platziert werden können (Platzierungsrisiko). Dieses Platzierungsrisiko trägt entweder der Emittent (beim Finanzkommissionsgeschäft) oder das Bankenkonsortium (beim Underwriting). Tatsächlich kann der Emissionskurs im Regelfall nicht über dem Börsenkurs alter Aktien liegen, sofern diese identisch ausgestattet sind.
Die Höhe des Emissionskurses bestimmt das Platzierungsvolumen der Emission auf dem Aktien- oder Rentenmarkt. Ein (zu) hoher Emissionskurs (Überbewertung) erhöht das Platzierungsrisiko oder lässt den Börsengang sogar misslingen; nach der Erstnotiz drohen Kursverluste, die der weiteren Kursentwicklung und/oder dem Image des Emittenten schaden können. Zu niedrige Emissionskurse können zur Überzeichnung, zu hohe zur Unterzeichnung führen. Bei Aktien kann die Überzeichnung durch den Greenshoe, bei Anleihen durch Repartierung gelindert werden. Vom Platzierungsvolumen wird die Bonifikation berechnet, welche der Emittent dem Bankenkonsortium für seine Dienstleistungen entrichten muss.
Die Differenz zwischen Emissionskurs und Erstnotiz wird als Zeichnungsgewinn oder Zeichnungsverlust bezeichnet; sie wird vom Emittenten übernommen. Empirische Untersuchungen zeigen, dass zwischen dem Zeichnungsgewinn und der Kursentwicklung der Aktien auf dem Sekundärmarkt keine Korrelation besteht. Demnach gewährleistet eine Unterbewertung über den kurzfristigen Zeichnungsgewinn hinaus keinen nachhaltig positiven Kurseffekt, so dass hohe Zeichnungsgewinne nicht gleichbedeutend sind mit einem erfolgreichen Börsengang. Insbesondere bei Aktien gibt es die Tendenz zur Unterbewertung,